# Campionati del mondo di aquathlon del 1998
La prima edizione dei Campionati del mondo di aquathlon si è tenuta nel 1998 a Noosa, Australia.
Nella gara maschile ha vinto il neozelandese Shane Reed, mentre in quella femminile l'australiana Rina Hill.

## Risultati

### Élite uomini
| Pos. | Nome            | Paese         | Totale   |
| ---- | --------------- | ------------- | -------- |
|      | Shane Reed      | Nuova Zelanda | 00:26:18 |
|      | Benjamin Sanson | Francia       | 00:26:29 |
|      | Craig Alexander | Australia     | 00:26:40 |

### Élite donne
| Pos. | Nome             | Paese     | Totale   |
| ---- | ---------------- | --------- | -------- |
|      | Rina Hill        | Australia | 00:28:24 |
|      | Nicole Hackett   | Australia | 00:28:43 |
|      | Melanie Mitchell | Australia | 00:28:44 |

## Medagliere
| Pos. | Paese         | Oro | Argento | Bronzo |   |
| ---- | ------------- | --- | ------- | ------ | - |
| 1    | Australia     | 1   | 1       | 2      | 4 |
| 2    | Nuova Zelanda | 1   | 0       | 0      | 1 |
| 3    | Francia       | 0   | 1       | 0      | 1 |